# 1463 Nordenmarkia
1463 Nordenmarkia eller 1938 CB är en asteroid upptäckt 6 februari 1938 av den finske astronomen Yrjö Väisälä vid Storheikkilä observatorium. Asteroiden har fått sitt namn efter den svenske astronomen Nils Nordenmark som bidragit till populariseringen av astronomin.
Ockultationer av stjärnor har observerats.